# Estádio Complejo Rentistas
O Estádio Complejo Rentistas é um estádio do Uruguai situado na cidade de Montevidéu.
O seu proprietário é o Rentistas e sua capacidade é de 10.000 espectadores.

## História
Foi inaugurado no dia 2 de agosto de 1998, com o jogo da primeira rodada do Torneio Clausura da Primeira Divisão uruguaia, entre Rentistas e Liverpool. O resultado foi de 1-1, e o autor do primeiro gol ha história no Complejo Rentistas foi o jogador brasileiro Rafael Reffati, no final da partida.

## Estrutura
O estádio foi construído nos terrenos de propriedade do clube. O complexo conta com 4 campos de futebol e um campo de futebol infantil, além de quadra de basquete, refeitório e ginásio esportivo.
O projeto ainda prevê a construção de quadras de tênis, piscinas, churrasqueiras e salão de eventos.